# Matalik (canton)
Matalik est un canton canadien de l'est du Québec situé dans la région administrative du Bas-Saint-Laurent dans la vallée de la Matapédia.  Il fut proclamé officiellement le 13 août 1870.  Il couvre une superficie de 20 640 hectares.

## Toponymie
Le toponyme Matalik qui a aussi été orthographié sous la forme Matalic est d'origine micmaque et a pour signification « cours d'eau sautillant ».

### Sources en ligne
- Commission de toponymie du Québec
- Répertoire des cantons du Québec 2004